# Lygropia acosmialis
Lygropia acosmialis är en fjärilsart som beskrevs av Paul Mabille 1879. Lygropia acosmialis ingår i släktet Lygropia och familjen Crambidae. Inga underarter finns listade i Catalogue of Life.